# Journal du regard
Journal du regard est un livre de Bernard Noël paru le 1er janvier 1988 aux éditions P.O.L. et ayant reçu la même année le prix France Culture.

## Éditions
- Journal du regard, éditions P.O.L, 1988  (ISBN 2867441153)